# Плаяс-де-Росарито (муниципалитет)
Плаяс-де-Росарито (исп. Playas de Rosarito) — муниципалитет в Мексике, штат Нижняя Калифорния, с административным центром в одноимённом городе. Численность населения, по данным переписи 2020 года, составила 126 890 человек.

## Общие сведения
Название Playas de Rosarito составное: Playas с испанского языка переводится как пляжи, а Rosarito происходит от испанского слова Rosario — монашеские чётки, было дано монахами-миссионерами в конце XVIII века.
Площадь муниципалитета равна 500 км², что составляет 0,7 % от площади штата, а наивысшая точка — 412 метров, расположена в поселении Фамилья-Мата.
Он граничит с другими муниципалитетами Нижней Калифорнии: на севере и востоке с Тихуаной, на юге с Энсенадой, а на западе берега муниципалитета омываются водами Тихого океана.

## Учреждение и состав
Муниципалитет был образован 29 июня 1995 года, отделив часть территории муниципалитета Тихуана, в его состав входит 283 населённых пункта, самые крупные из которых:
| Код INEGI | Населённый пункт                                                                                      | Численность населения (2005 год) | Численность населения (2010 год) | Численность населения (2020 год) |
| --------- | --- | -------------------------------- | -------------------------------- | -------------------------------- |
| 005       | Всего                                                                                                 | 73305                            | 90668                            | 126890                           |
| 0001      | Плаяс-де-Росарито (исп. Playas de Rosarito) 32°21′49″ с. ш. 117°03′16″ з. д. (административный центр) | 56887                            | 65278                            | 100660                           |
| 0089      | Примо-Тапия (исп. Primo Tapia) 32°13′10″ с. ш. 116°55′00″ з. д.                                       | 3969                             | 4921                             | 6238                             |
| 0037      | Колония-Морелос (исп. Colonia Morelos) 32°20′35″ с. ш. 117°00′46″ з. д.                               | 991                              | 2040                             | 2986                             |
| 0230      | Виста-Марина (исп. Vista Marina) 32°15′08″ с. ш. 116°56′27″ з. д.                                     | —                                | 939                              | 1620                             |
| 0218      | Лос-Вольканес (исп. Los Volcanes) 32°19′08″ с. ш. 117°00′09″ з. д.                                    | —                                | 783                              | 1555                             |
| 0028      | Мисьон-дель-Мар (исп. Misión del Mar 1ra. y 2da. Sección) 32°18′05″ с. ш. 117°01′33″ з. д.            | —                                | 663                              | 1342                             |
| 0025      | Санта-Анита (исп. Santa Anita) 32°06′03″ с. ш. 116°52′08″ з. д.                                       | 903                              | 1284                             | 1192                             |
| —         | Прочие                                                                                                | 10555                            | 14760                            | 11297                            |

## Экономическая деятельность
По статистическим данным 2000 года, работоспособное население занято по секторам экономики в следующих пропорциях:
- сельское хозяйство, скотоводство и рыбная ловля — 3,1 %;
- промышленность и строительство — 36,5 %;
- торговля, сферы услуг и туризма — 55,1 %;
- безработные — 5,3 %.

## Инфраструктура
По статистическим данным 2010 года, инфраструктура развита следующим образом:
- электрификация: 96,3 %;
- водоснабжение: 84 %;
- водоотведение: 92,6 %.